# Chenché de las Torres
Chenché de las Torres es una localidad, comisaría del municipio de Temax en el estado de Yucatán localizado en el sureste de México.

## Toponimia
El nombre (Chenché de las Torres) proviene del vocablo chenché del idioma maya y Torres, un apellido español.

## Hechos históricos
- En el siglo XVIII una familia de apellido Manzanilla adquiere la propiedad a Doña Candelaria Peón y Peón, última descendiente de los condes de Miraflores, los anteriores dueños.
- Actualmente es propiedad de Isabella Kimerman.

## La hacienda
La arquitectura de la hacienda original fue modificada para hacerla parecer una fortaleza europea del Medioevo por orden de sus propietarios de aquel entonces, Álvaro Peón de Regil y Joaquina Peón Castellanos, los condes de Miraflores.
El archivo histórico de la hacienda es parte de las colecciones documentales del Centro Cultural Pro Historia Peninsular de Yucatán y se encuentra abierto a la consulta.

## Demografía
Según el censo de 2005 realizado por el INEGI, la población de la localidad era de 317 habitantes, de los cuales 177 eran hombres y 140 eran mujeres.
| 293                         | 336 | 286 | 297 | 288 | 301 | 338 | 451 | 521 | 335 | 328 | 328 | 317 |
| (Fuente: INEGI [Consultar]) |     |     |     |     |     |     |     |     |     |     |     |     |

## Galería

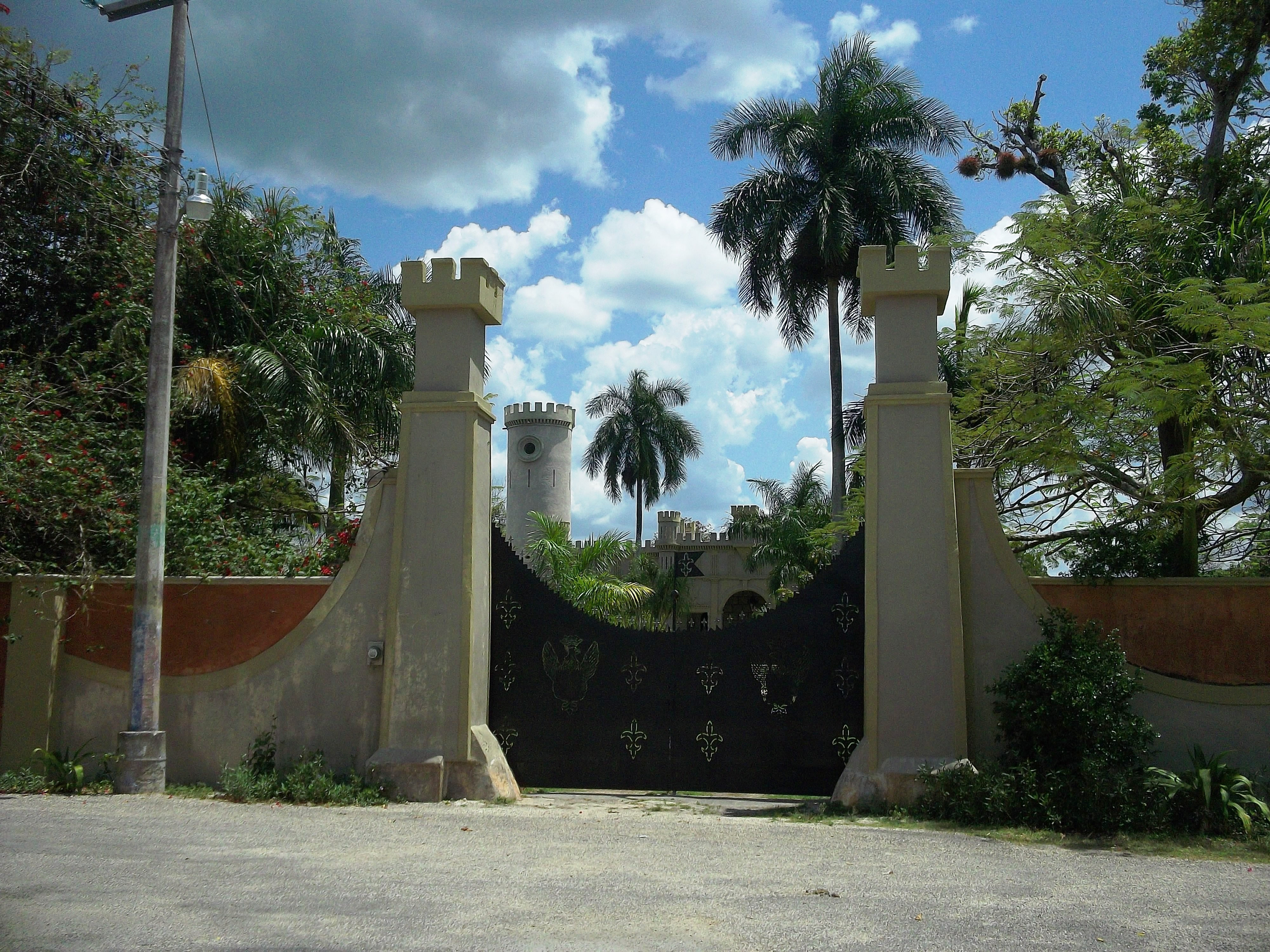
Entrada de la hacienda Chenché de las Torres.
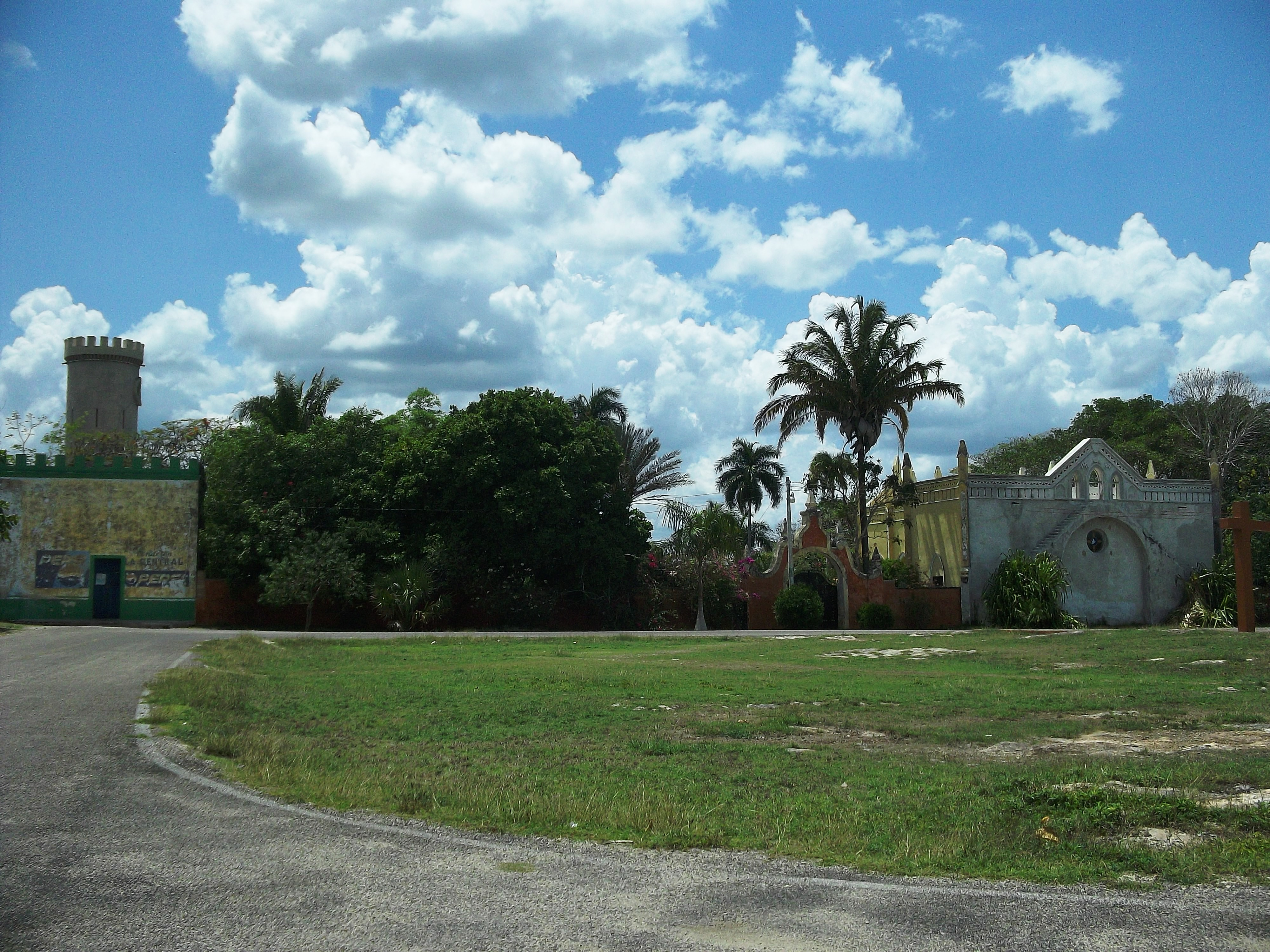
Vista de la hacienda Chenché de las Torres.
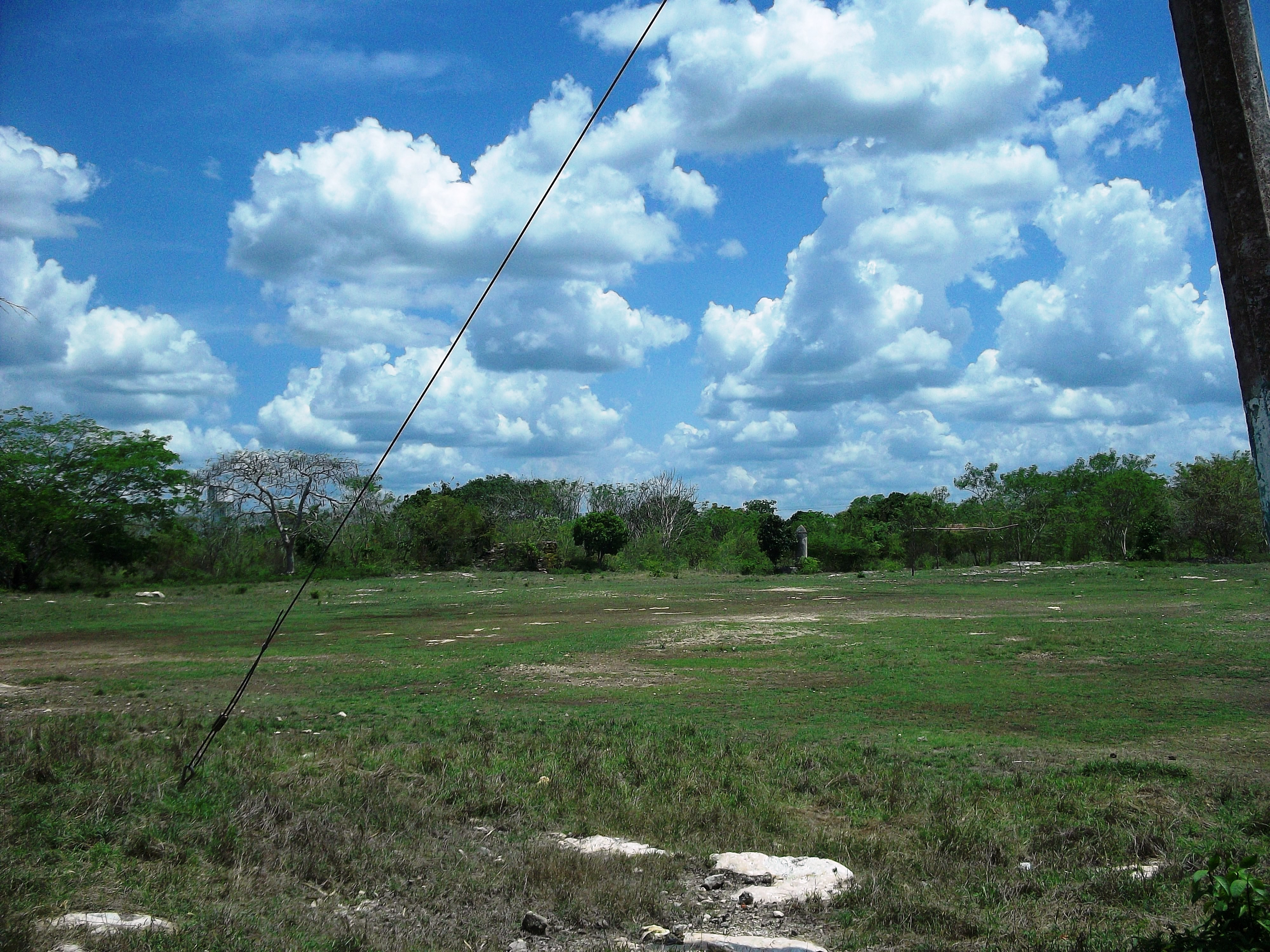
Vista de la hacienda Chenché de las Torres.
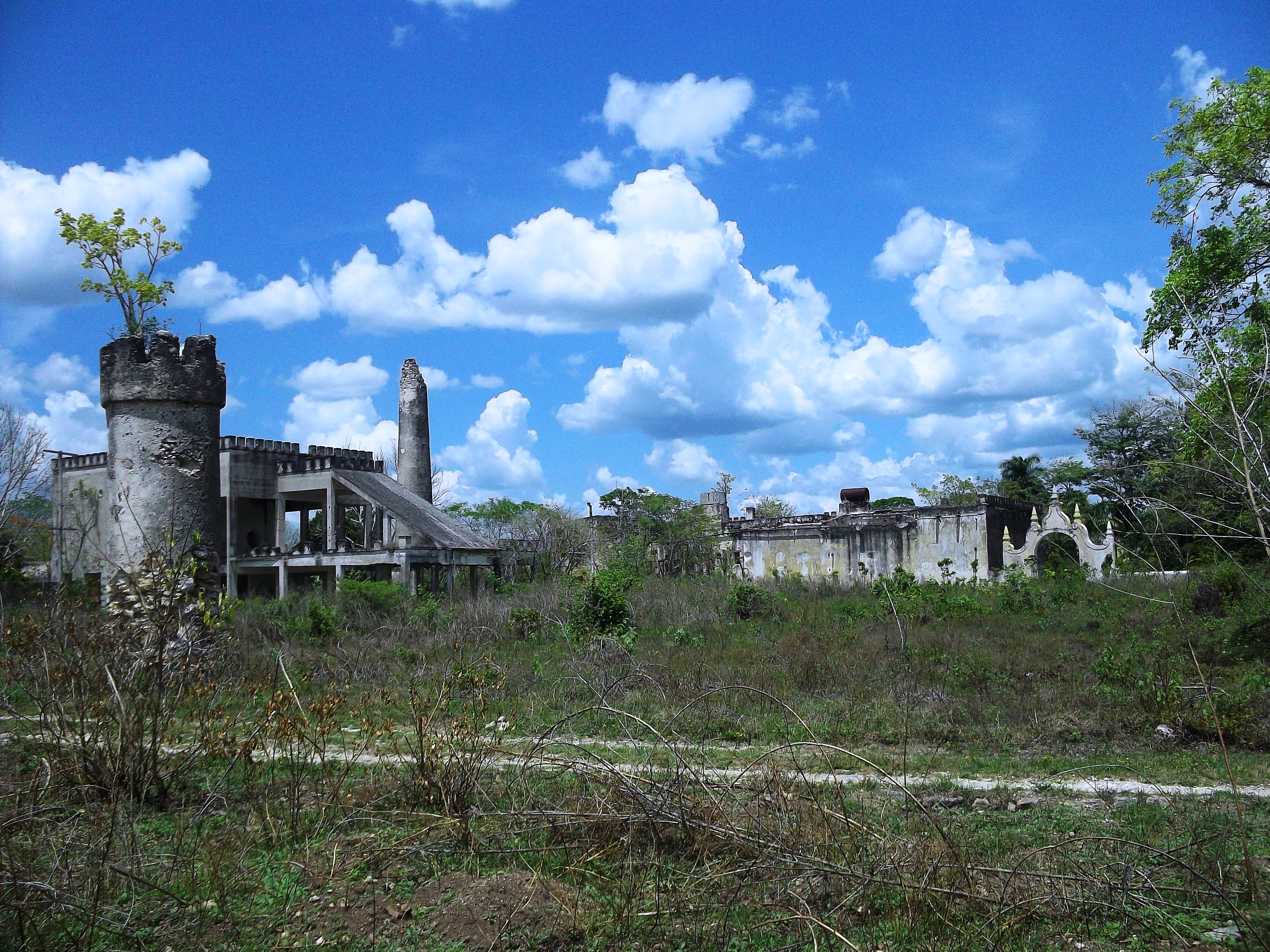
Vista de la hacienda Chenché de las Torres.
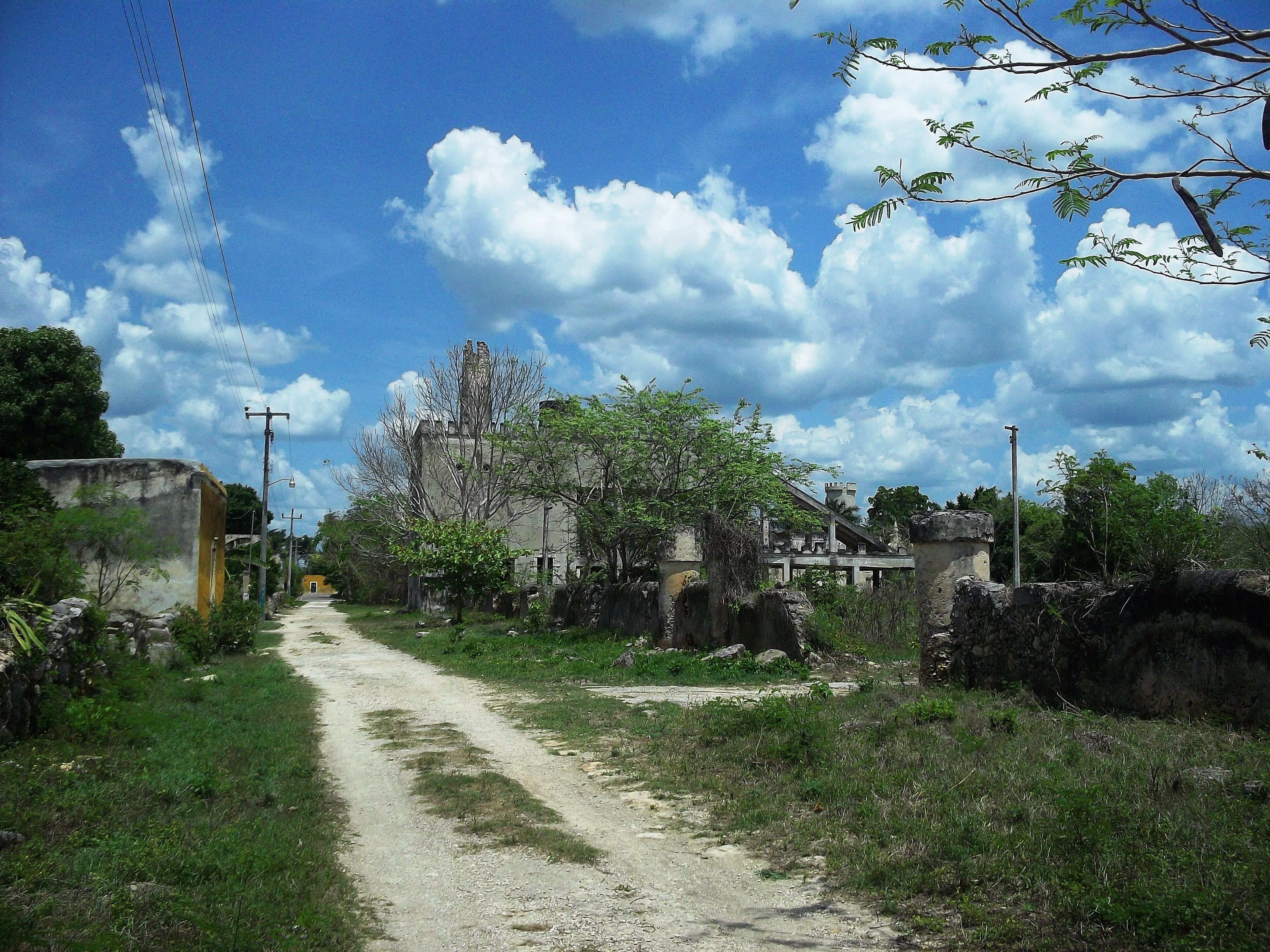
Vista de la hacienda Chenché de las Torres.
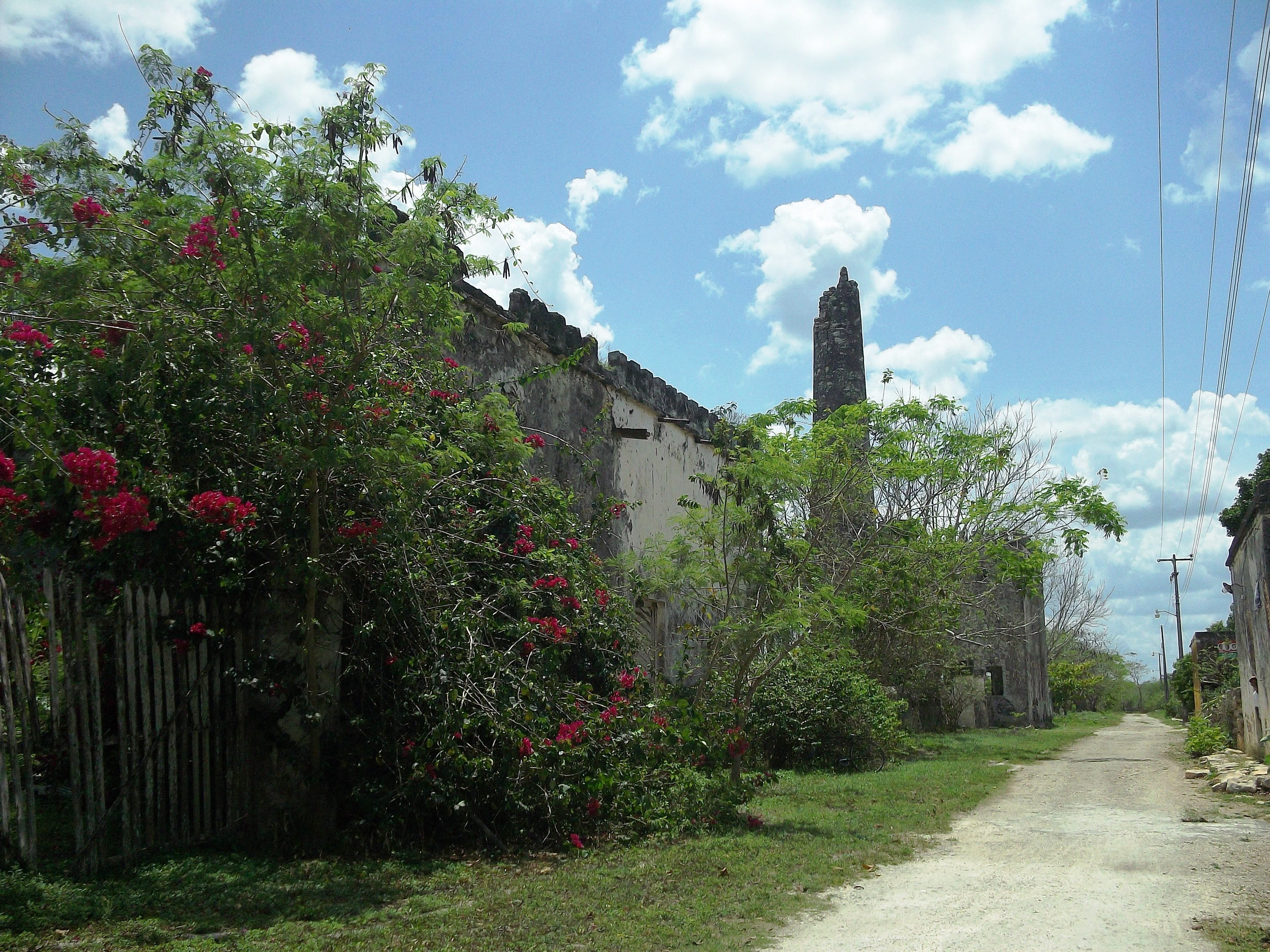
Vista de la hacienda Chenché de las Torres.
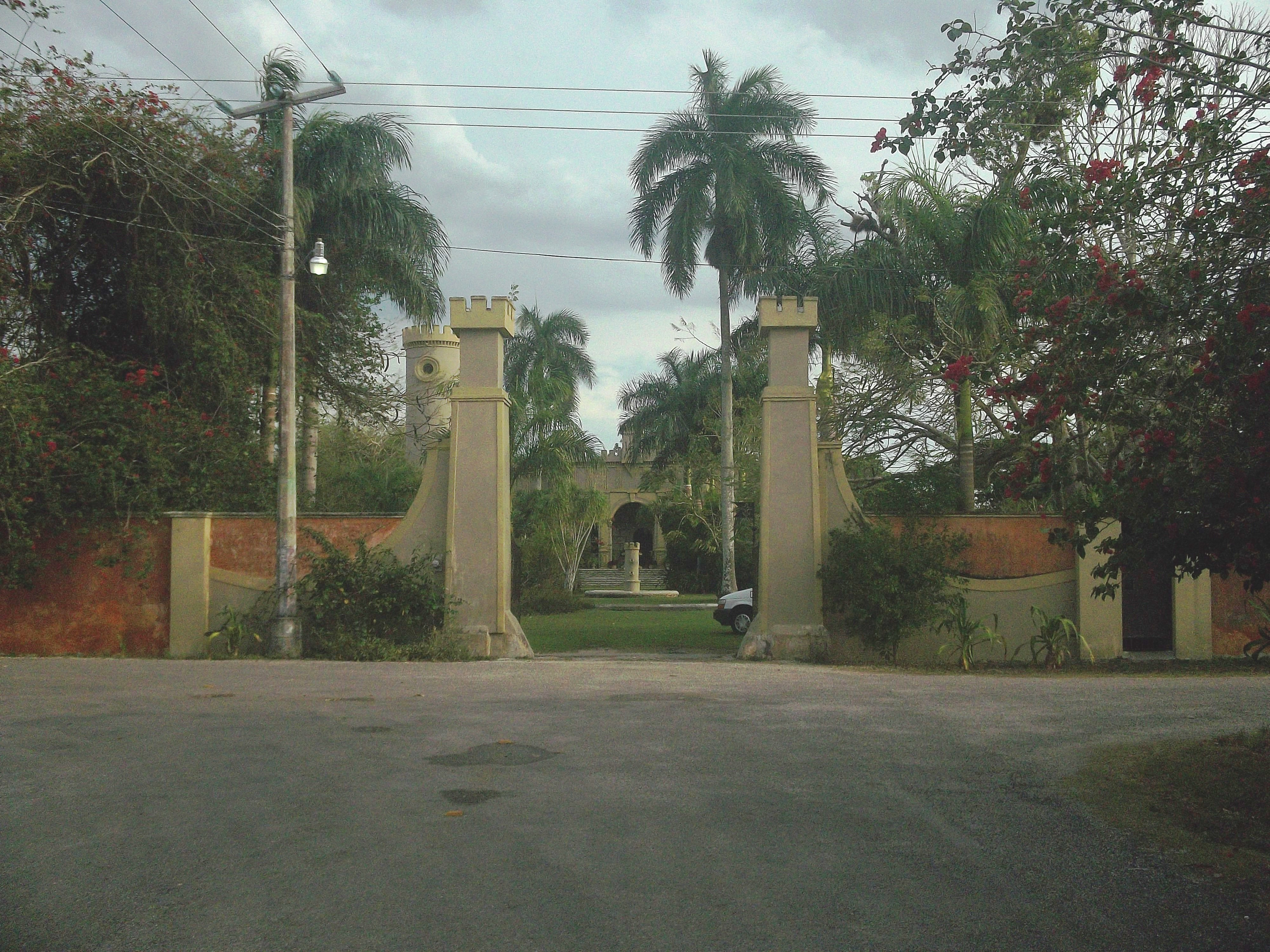
Entrada de la hacienda Chenché de las Torres.
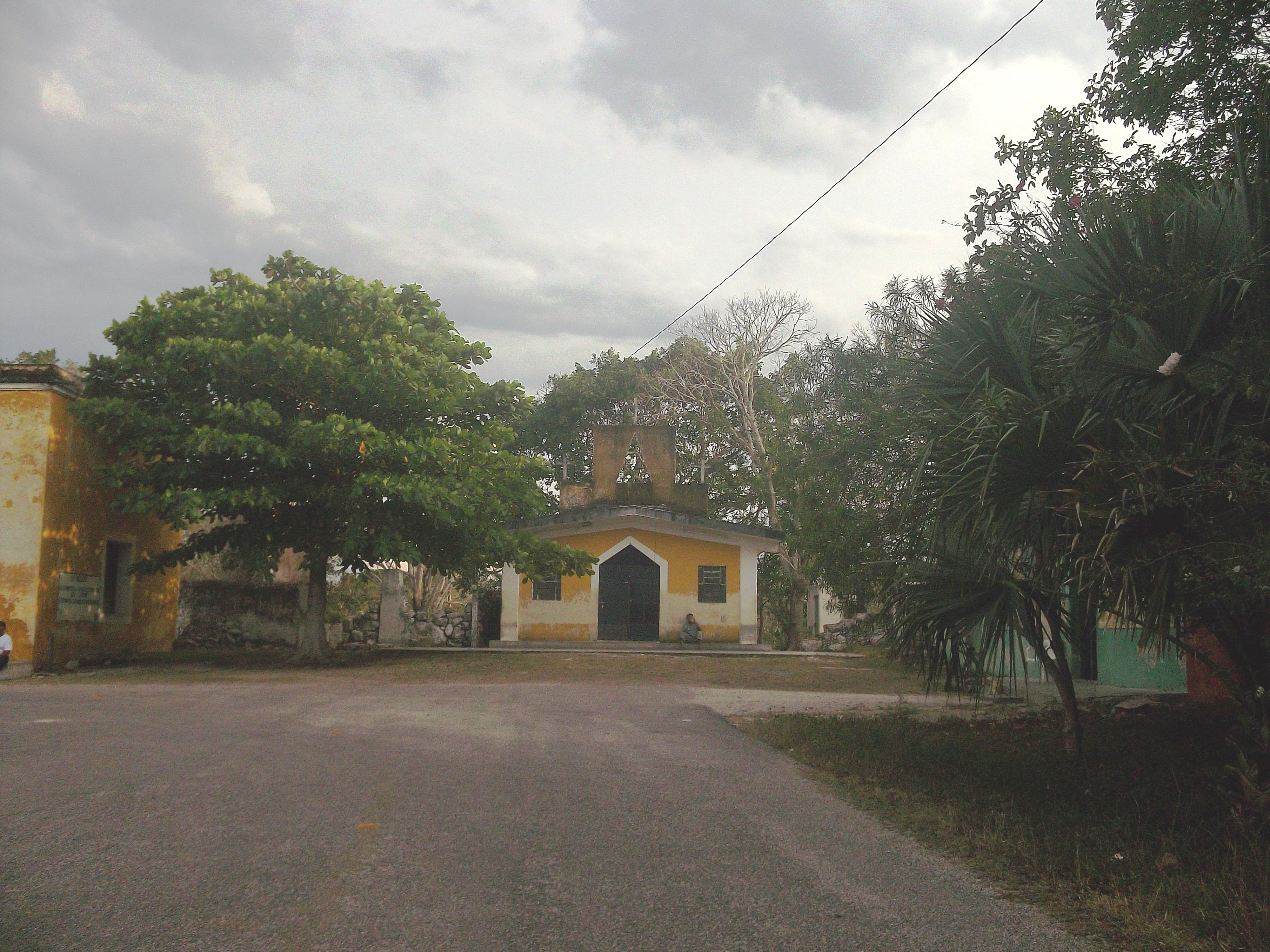
Iglesia de la hacienda Chenché de las Torres.
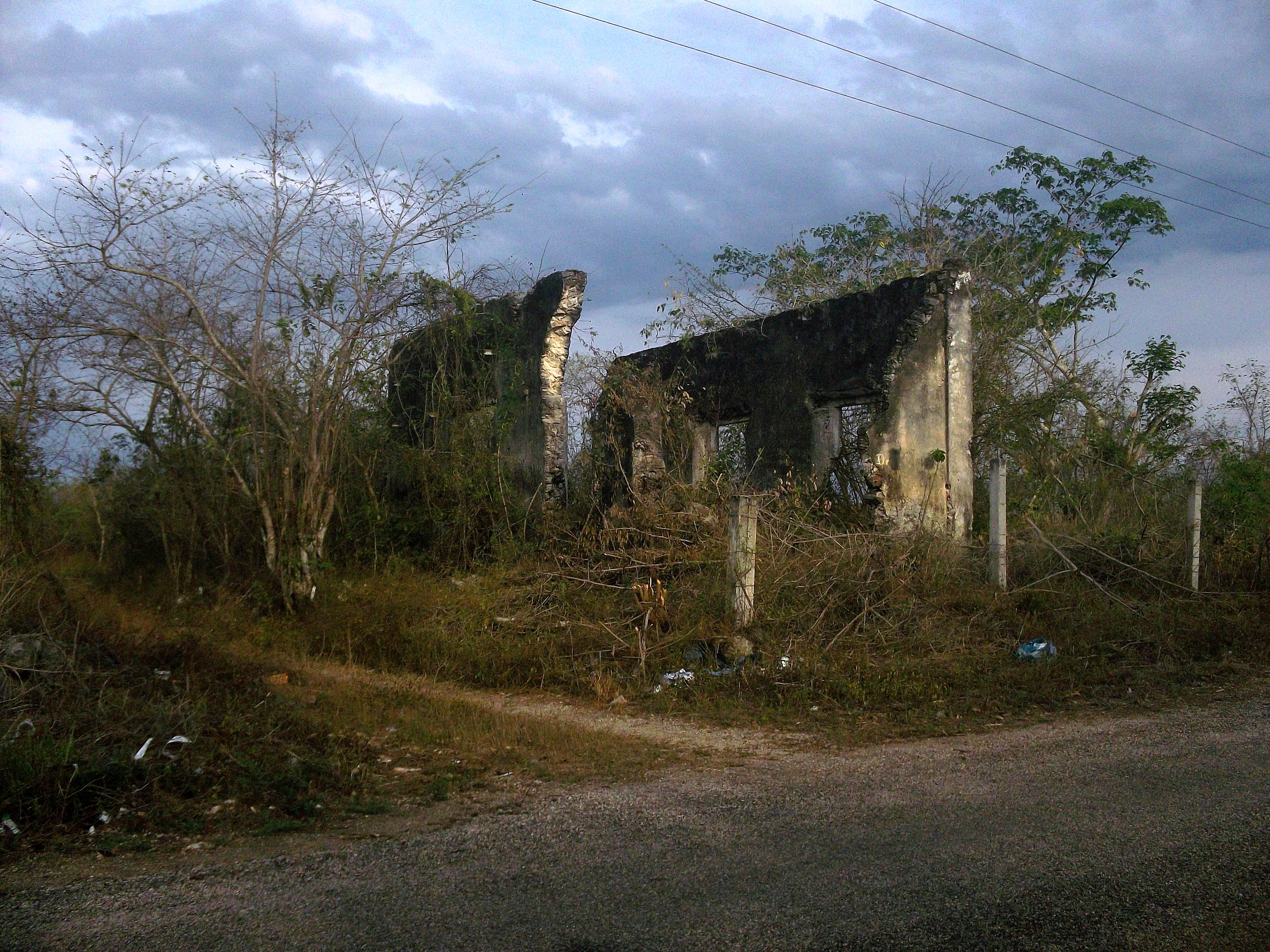
Estación de tren.
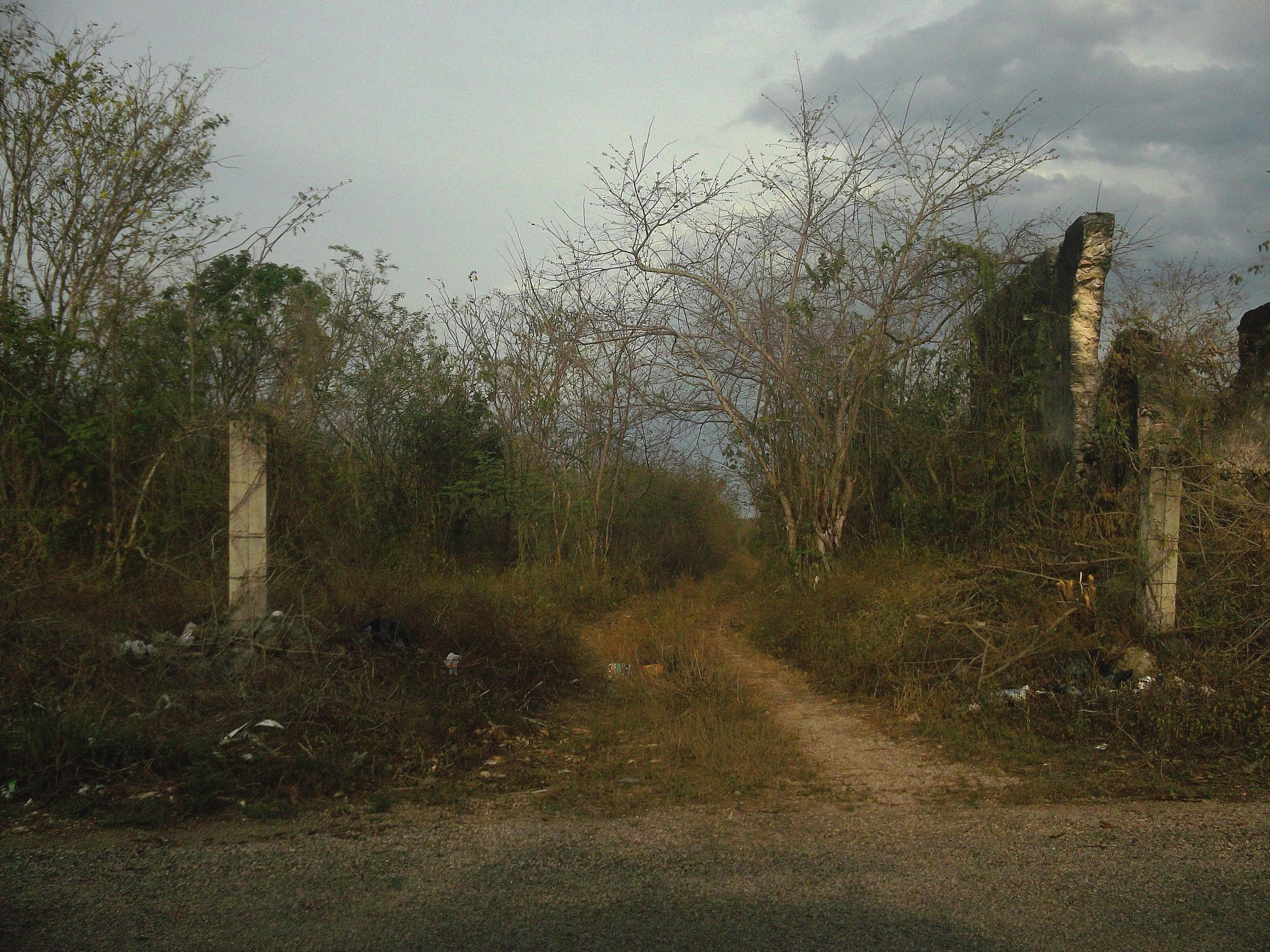
Vía de tren a Temax.
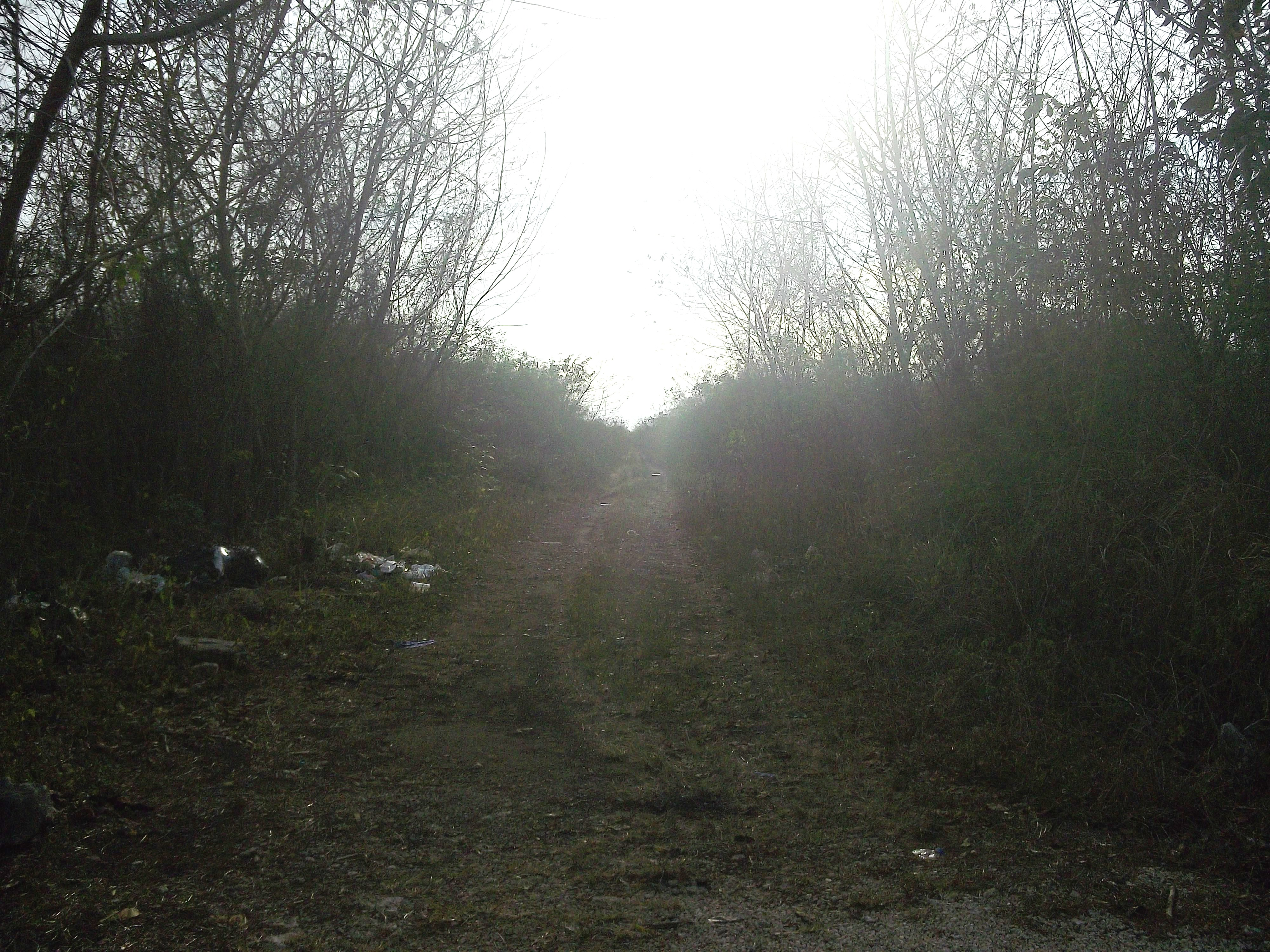
Vía de tren a Santa María.